# Neochoristodera
Los neocoristoderos (Neochoristodera) son un suborden extinto de diápsidos arcosauromorfos coristoderos que vivieron desde mediados del período Cretácico, en el Barremiense hace 130 millones de años, al Eoceno hace 55,8 millones de años. Sus fósiles se encontraron en Norteamérica, Asia y Europa. El nombre fue propuesto por Evans & Hecht en 1993.

## Sistemática
Los neocoristoderos forman un grupo monofilético, sin embargo no hay consenso acerca de las relaciones de sus géneros, los cuales acaban formando una politomía en los estudios más recientes. Neochoristodera incluye a los géneros nombrados Champsosaurus, Ikechosaurus, Kosmodraco, Liaoxisaurus, Mengshanosaurus, Simoedosaurus y Tchoiria. Varios taxones de afinidades inciertas son conocidos de este grupo, incluyendo a un fémur parcial de un coristodero, posiblemente de un neocoristodero de la Formación Cedar Mountain de Estados Unidos y  un esqueleto parcial indeterminado de la Formación Kuwajima de Japón.

## Evolución

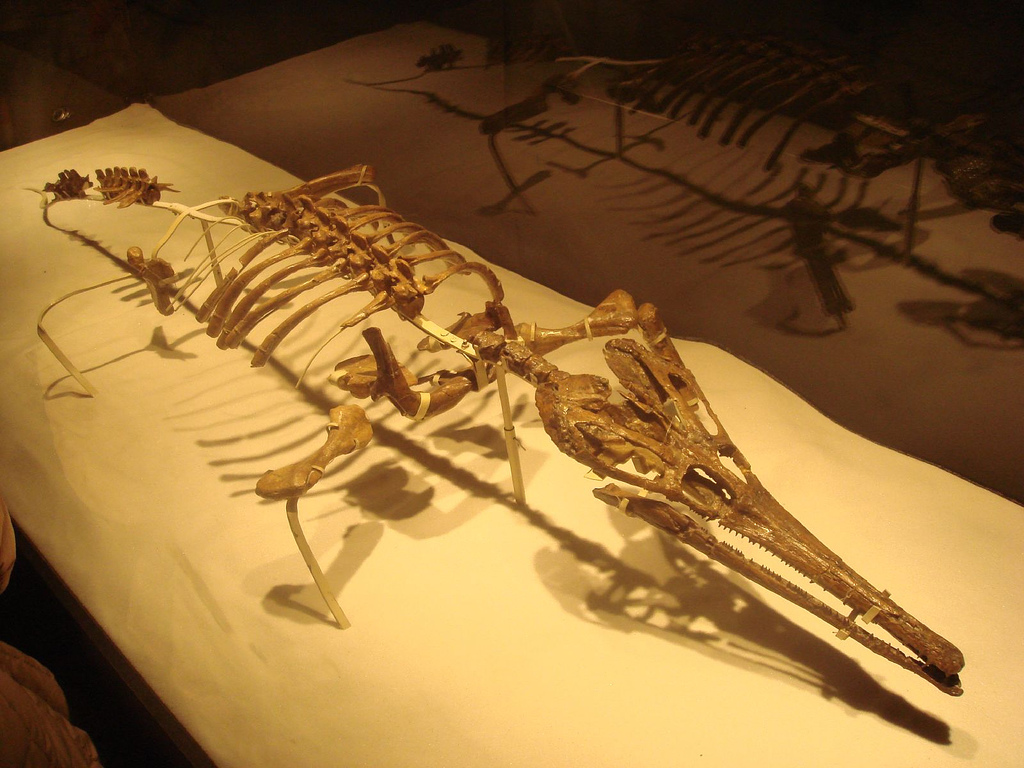
Esqueleto de Tchoiria

Los neocoristoderos aparecen por primera vez en el Cretácico Inferior de Asia, en donde ellos coexistieron con otros grupos de coristoderos como los monjurosúquidos y los hifalosáuridos. Allí, la ausencia regional de crocodilianos semiacuáticos, posiblemente debido a las temperaturas relativamente frías, parece haber abierto el nicho ecológico para que estos coristoderos lo ocuparan de forma similar. El neocoristodero más antiguo conocido es Mengshanosaurus, de la Formación Mengyin de China, de edad del Berriasiense al Valanginiense.
Aparte de un posible espécimen de la Formación Cedar Mountain, hay una amplia brecha temporal entre estas faunas del Cretácico Inferior y las del Cretácico Superior. No hay fósiles de neocoristoderos en el Cretácico Superior de Asia, pero la distribución posterior de Simoedosaurus en el Paleoceno y Eoceno implica que debió haber taxones asiáticos durante ese tiempo, ya que la familia Simoedosauridae es principalmente asiática y Simoedosaurus solo se propagó ampliamente tras el evento de extinción Cretácico-Paleógeno.

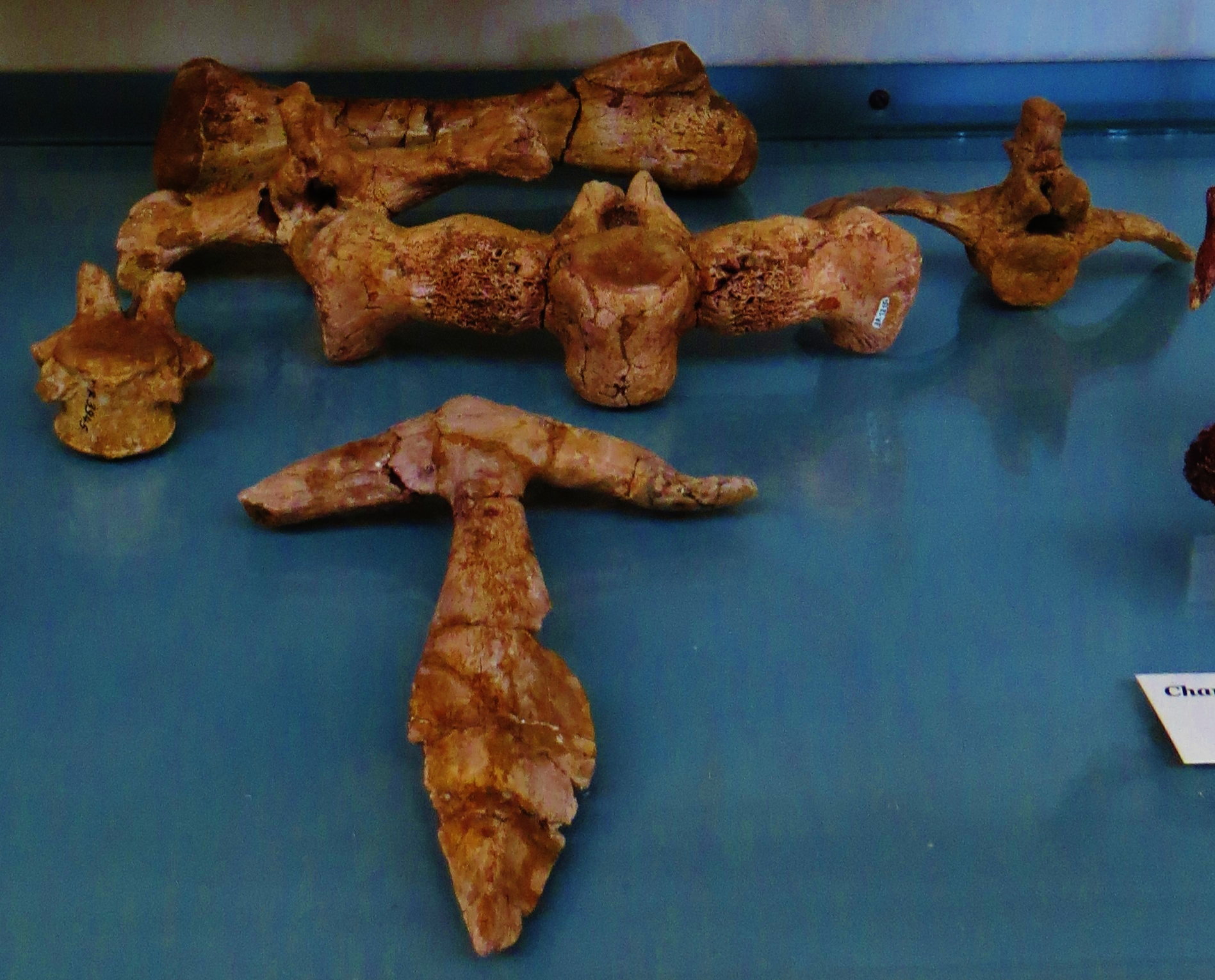
Fósiles de Simoedosaurus

Los coristoderos reaparecen en el registro fósil en el Campaniense de Norteamérica con el género Champsosaurus. Este género sobrevivió al evento de extinción Cretácico-Paleógeno indemne y se diversificó en el periodo subsiguiente, siendo pronto seguido por Simoedosaurus. Ambos taxones permanecieron el las zonas de latitudes altas de Norteamérica y Europa hasta el Eoceno, cuando desaparecieron misteriosamente.
En 2021, se describieron fósiles de neocoristoderos indeterminados de la Formación Navesink de Nueva Jersey, marcando la primera aparición conocida de los neocoristoderos de la antigua masa terrestre de Appalachia. Al modelar los nichos con base en el presunto rol ecológico de Champsosaurus, se ha sugerido que los neocoristoderos pueden haber tenido una amplia distribución en Appalachia, pero la mayoría de ese antiguo hábitat no se localizaba en áreas que fueran susceptibles de generar fósiles del periodo Cretácico, dejando solo una pequeña área de zonas óptimas en Nueva Jersey que preservaron restos de coristoderos.
Se ha implicado en algunas ocasiones que la competencia con los crocodilianos estuvo relacionada con la extinción de los neocoristoderos. Parece haber una partición de nichos entre estos animales y los crocodilianos de hocicos largos como los gaviales, los cuales están ausentes de las zonas de agua dulce de Laurasia hasta un buen tiempo después de la desaparición de los neocoristoderos, pero la competencia entre ambos grupos, si es que en realidad existió, no ha sido registrada aún. Adicionalmente, tanto Champsosaurus como Simoedosaurus coexistieron con varias especies de crocodilianos de hocicos anchos como los aligatóridos y Borealosuchus.

## Paleobiología

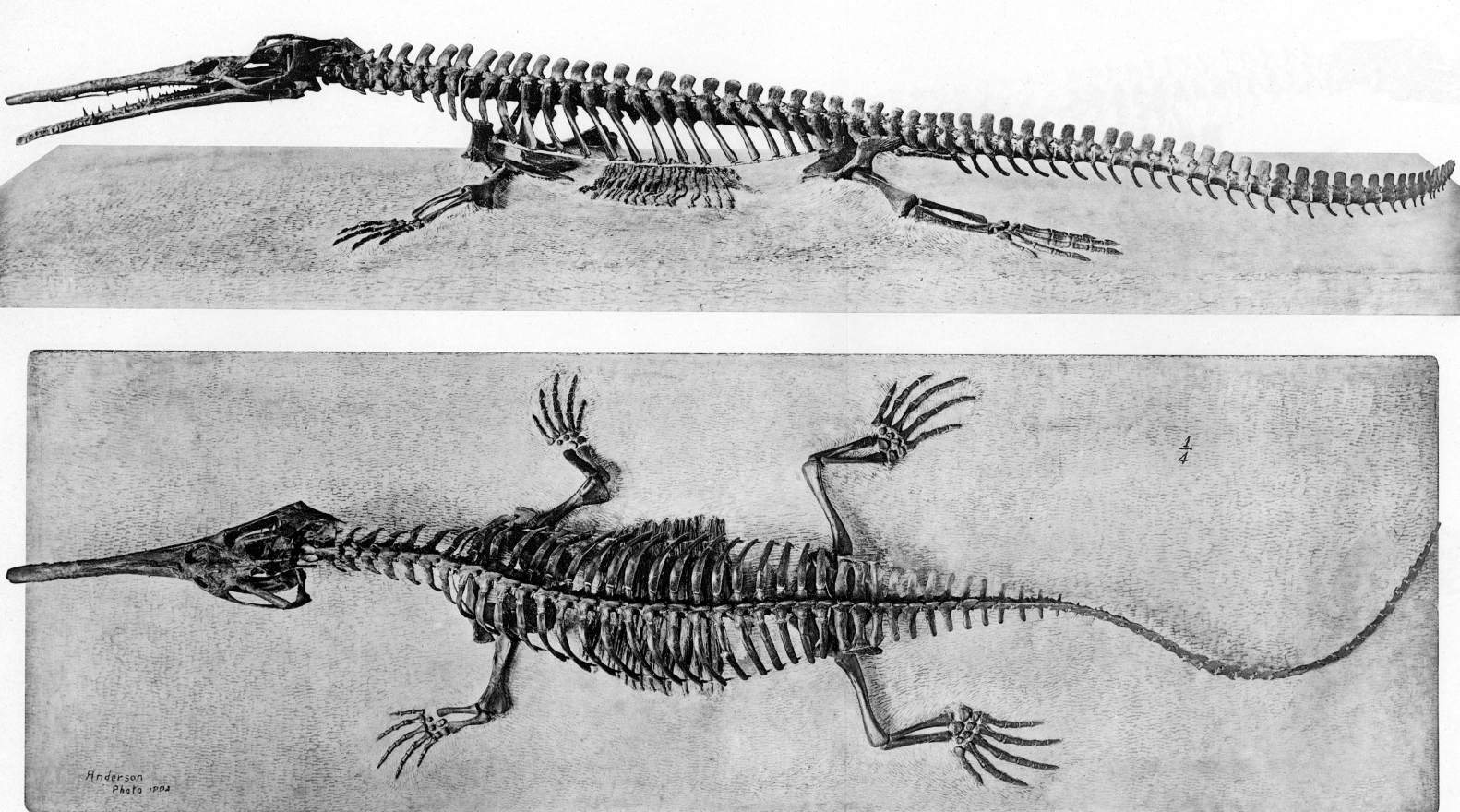
Vistas lateral y dorsal de un esqueleto montado de Champsosaurus

Se piensa que los neocoristoderos eran completamente acuáticos. Poseen colas musculosas lateralmente aplanadas y extremidades a modo de remos, sus torsos estaban aplanados dorsoventralmente y tenían costillas cortas opero macizas y su gastralia estaba sumamente osificada, facilitando que se hundieran. Aunque tenían sus fosas nasales en el extremo del hocico como en los cocodrilos, estas se orientan hacia la punta en logar de hacia arriba; sus órbitas oculares igualmente se orientaban hacia al frente, lo que implica que estos animales no salían a la superficie con frecuencia y probablemente solo hacían emerger el hocico como si fuera un esnórquel. Como en muchos otros coristoderos, la piel carecía de escudos, teniendo en cambio, pequeñas escamas que no se solapaban entre sí. Se cree que en las hembras adultas de Champsosaurus las extremidades y  pelvis estarían particularmente osificadas, lo que indica que podrían arrastrarse al moverse por en tierra, mientras que los juveniles y los machos adultos no. Ya que se considera que muchos coristoderos eran ovovivíparos o vivíparos, es probable que al menos algunos neocoristoderos lo fuesen también.

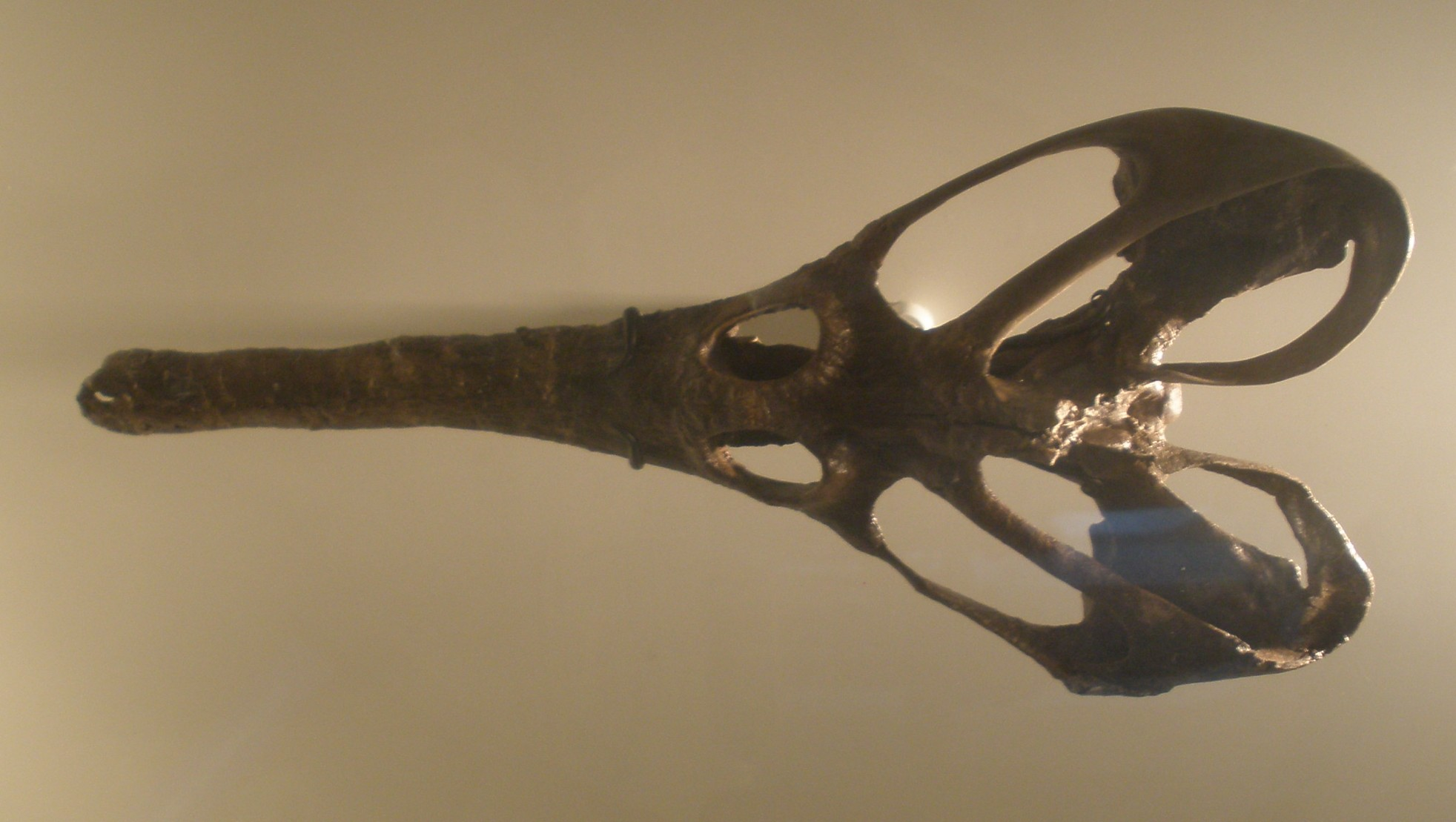
Cráneo de Champsosaurus

Muchos neocoristoderos tienen fenestras temporales excepcionalmente grandes, lo que sugiere que tenían poderosas fuerzas de mordida; se estima que Champsosaurus tenían una fuerza al morder de alrededor de  1194 a 1910 N, en comparación con la fuerza del actual gavial que llega a 310-497 N. A pesar de esto, mayormente se  cree que habrían tenido una dieta parecida a la de los actuales gaviales debido a sus mandíbulas largas y delgadas, aunque Simoedosaurus tenía un hocico más corto y robusto y pudo haberse alimentado de presas mayores.
Mientras que otros coristoderos tenían dientes más bien simples, los neocoristoderos tenían dientes completamente envueltos en esmalte estriado con un plegamiento de esmalte en su base, y siendo comprimidos labiolingualmente y terminados en gancho, siendo al excepción Ikechosaurus el cual tenía una configuración dental más bien sencilla, aparte del inicio de un plegamiento de esmalte. También había cierto grado de diferenciación dental, siendo los dientes anteriores más grandes que los posteriores. Como ocurre con muchos coristoderos, los neocoristoderos tiene dientes en el paladar, lo que indica que manipulaban la comida con la boca.
Casi todos los restos de neocoristoderos aparecen en latitudes altas, lo que sugiere que tenían una preferencia por los climas templados. Los fósiles de Champsosaurus se han encontrado en el Ártico canadiense y en Groenlandia.